# Sassacus
Genre
Synonymes
- Agassa Simon, 1901
- Ramboia Mello-Leitão, 1943

Sassacus est un genre d'araignées aranéomorphes de la famille des Salticidae.

## Distribution
Les espèces de ce genre se rencontrent en Amérique.

## Liste des espèces
Selon World Spider Catalog (version 18.0, 15/05/2017) :
- Sassacus alboguttatus (F. O. Pickard-Cambridge, 1901)
- Sassacus arcuatus Simon, 1901
- Sassacus aurantiacus Simon, 1901
- Sassacus aztecus Richman, 2008
- Sassacus barbipes (Peckham & Peckham, 1888)
- Sassacus biaccentuatus Simon, 1901
- Sassacus cyaneus (Hentz, 1846)
- Sassacus dissimilis Mello-Leitão, 1941
- Sassacus flavicinctus Crane, 1949
- Sassacus glyphochelis Bauab, 1979
- Sassacus helenicus (Mello-Leitão, 1943)
- Sassacus leucomystax (Caporiacco, 1947)
- Sassacus lirios Richman, 2008
- Sassacus ocellatus Crane, 1949
- Sassacus paiutus (Gertsch, 1934)
- Sassacus papenhoei Peckham & Peckham, 1895
- Sassacus resplendens Simon, 1901
- Sassacus samalayucae Richman, 2008
- Sassacus sexspinosus (Caporiacco, 1955)
- Sassacus trochilus Simon, 1901
- Sassacus vitis (Cockerell, 1894)

## Publication originale
- Peckham & Peckham, 1895 : Spiders of the Homalattus group of the family Attidae. Occasional Papers of the Natural History Society of Wisconsin, vol. 2, no 3, p. 159-183 (texte intégral).